# Ambassis interrupta
Ambassis interrupta е вид лъчеперка от семейство Ambassidae. Видът е незастрашен от изчезване.

## Разпространение и местообитание
Разпространен е в Австралия, Вануату, Виетнам, Индия (Андамански острови, Гоа, Керала и Тамил Наду), Индонезия, Малайзия (Сабах), Мианмар, Нова Каледония, Палау, Провинции в КНР, Сингапур, Соломонови острови, Тайван, Тайланд, Хонконг, Шри Ланка и Япония.
Среща се на дълбочина от 0,5 до 2 m.

## Описание
На дължина достигат до 12 cm, а теглото им е максимум 12 g.